# Araneus virgus
Araneus virgus là một loài nhện trong họ Araneidae.
Loài này thuộc chi Araneus. Araneus virgus được Irving Fox miêu tả năm 1938.